# Miss Mundo 1988
O 38º Concurso Miss Mundo aconteceu em 17 de novembro de 1988 no Royal Albert Hall. A vencedora foi Linda Pétursdóttir, da Islândia.